# Abasolo (Guanajuato)
Abasolo  è una municipalità  dello stato di Guanajuato, nel Messico centrale, il cui capoluogo è l'omonima località.
La popolazione della municipalità è di 84.332 abitanti (2010) e copre un'area di 614,56 km².